# Ayoub Qanir
Ayoub Qanir (16 de mayo de 1983) es un director de cine y escritor estadounidense conocido por su galardonado cortometraje Artificio Conceal protagonizado por el renombrado actor David Bailie de Piratas del Caribe y Simon Armstrong de Juego de Tronos. Su primer largometraje, El Mundo con el que Soñamos no Existe, ambientado en Mongolia, se estrenó en la 22ª edición del Festival Internacional de Cine de Kerala en la India, donde fue nominado al Golden Crow Pheasant Premio a la mejor película. En enero del 2015, Ayoub fue nombrado Hombre del Año por la revista Version Homme y en noviembre del mismo año, el Rey de Marruecos nombró a Qanir Caballero de la Orden del Ouissam Alaouite.

## Biografía
Ayoub fue criado en Miami, Florida, donde asistió y se graduó de la Universidad de Miami con una doble especialización en administración y finanzas en el 2005. En el 2007, se mudó a Los Ángeles para obtener una licenciatura en dirección y producción de cine en el Instituto de Teatro y Cine Lee Strasberg y en el 2015 fue uno de los jurados en la 32ª edición del Festival Internacional de Cine de Miami.

## Carrera artística
En el 2014, Ayoub escribió y dirigió Artificio Conceal, ambientada en Londres y protagonizada por el renombrado actor fallecido David Bailie y Simon Armstrong. El corto fue seleccionado en más de 80 festivales de cine de todo el mundo, incluyendo el Festival de Cine de Cannes, el Festival Internacional de Cine de Edimburgo  y el Festival Internacional de Cine de Seattle.
En el 2017, Qanir escribió y dirigió su primer largometraje El Mundo con el que Soñamos no Existe. Ambientada en Mongolia, la película fue interpretada por no actores y siguió el viaje de un chamán real de la provincia de Hövsgöl. La película trata la trayectoria del chamán mientras intenta recuperar el alma de su nieto del mundo de los espíritus. La película tuvo su estreno mundial en la India, donde fue nominada al premio The Golden Crow Pheasant a la mejor película en el Festival de Cine de Kerala. El estreno en Estados Unidos tuvo lugar en el Festival de Cine de Nueva Orleans. La película presenta imágenes surrealistas, que representan el mundo espiritual, del artista Thomas Blanchard, quien más tarde usó la misma técnica para diseñar la campaña internacional para el lanzamiento del iPhone X.
En el 2019, Ayoub escribió y dirigió La Oscuridad de Otros, ambientada en Tokio, Japón, y grabada en blanco y negro en el arenoso barrio de Kabukichō. El largometraje fue protagonizado por la estrella Japonesa Mika Hijii de las películas Ninja y el reconocido actor de teatro Keisuke Ishida. La Oscuridad de Otros ganó el premio a la mejor película experimental en La Semana del Cine de Venecia, en el Festival de Cine Arthouse de Toronto y el Festival de Cine Independiente de Ámsterdam.